# Quận Pueblo, Colorado
Quận Pueblo là một quận thuộc tiểu bang Colorado, Hoa Kỳ.
Quận này được đặt tên theo thành phố Pueblo, trong tiếng Tây Ban Nha nghĩa là "thị trấn" hay "làng". Theo điều tra dân số của Cục điều tra dân số Hoa Kỳ năm 2010, quận có dân số 159063 người. Quận lỵ đóng ở Pueblo.

## Địa lý
Theo Cục điều tra dân số Hoa Kỳ, quận có diện tích 6210 km2, trong đó có 31 km2 là diện tích mặt nước.